# Tridymit
Tridymit (auch Asmanit) ist eine orthorhombische Hochtemperaturmodifikation von Quarz, einer kristallinen Form von Siliciumdioxid. Erst seit den 1960er Jahren ist Tridymit als stabile Phase von SiO2 allgemein anerkannt worden. Eine andere Hochtemperaturmodifikation von Quarz ist Cristobalit.

## Etymologie und Geschichte

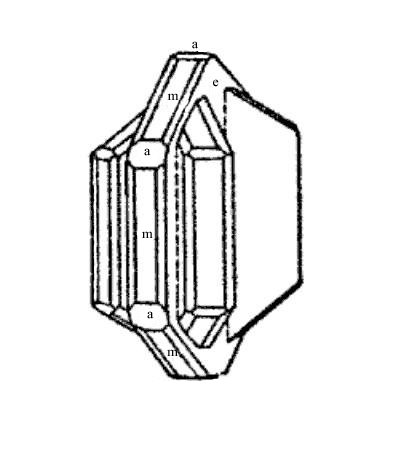
Tridymit-Drilling

Im Juli 1867 erhielt Gerhard vom Rath zwei Proben aus trachytischem Porphyr, die vom Berg Cerro San Cristóbal nahe Pachuca de Soto (Hidalgo, Mexiko) stammten. In diesen Proben entdeckte er neben den bereits bekannten Mineralen Eisenglanz (Hämatit) und Hornblende auch ein bisher unbekanntes, farbloses Mineral von ungewöhnlicher Kristallgestalt. Diese stellte sich als charakteristische Drillingsverwachsung heraus, aufgrund dessen Gerhard vom Rath das Mineral als Tridymit nach dem griechischen Wort τρίδυμο [tridymo] für Drilling bezeichnete.

## Klassifikation
Bereits in der veralteten 8. Auflage der Mineralsystematik nach Strunz gehörte der Tridymit zur Mineralklasse der „Oxide und Hydroxide“ und dort zur Abteilung „MO2- und verwandte Verbindungen“, wo er zusammen mit Cristobalit, Hochcristobalit, Hochquarz, Hochtridymit und Quarz sowie im Anhang mit Melanophlogit die „Quarz-Tridymit-Cristobalit-Gruppe“ mit der System-Nr. IV/D.01a innerhalb der „SiO2-Familie“ (IV/D.01) bildete.
Im zuletzt 2018 überarbeiteten und aktualisierten Lapis-Mineralienverzeichnis nach Stefan Weiß, das sich aus Rücksicht auf private Sammler und institutionelle Sammlungen noch nach dieser alten Form der Systematik von Karl Hugo Strunz richtet, erhielt das Mineral die System- und Mineral-Nr. IV/D.01-20. In der „Lapis-Systematik“ entspricht dies der Abteilung „Oxide mit dem Stoffmengenverhältnis Metall : Sauerstoff = 1 : 2 (MO2 und verwandte Verbindungen)“, wo Tridymit zusammen mit Bosoit, Chibait, Coesit, Cristobalit, Lechatelierit, Melanophlogit, Mogánit, Opal, Quarz, Seifertit und Stishovit die „Quarzreihe“ bildet.
Die von der International Mineralogical Association (IMA) zuletzt 2009 aktualisierte 9. Auflage der Strunz’schen Mineralsystematik ordnet den Tridymit ebenfalls in die Abteilung der [Oxide mit dem Stoffmengenverhältnis] „Metall : Sauerstoff = 1 : 2 und vergleichbare“ ein. Diese ist allerdings weiter unterteilt nach der relativen Größe der beteiligten Kationen und der Kristallstruktur bzw. der Zugehörigkeit zu einer verwandten Mineralfamilie, so dass das Mineral entsprechend seiner Zusammensetzung in der Unterabteilung „Mit kleinen Kationen: Kieselsäure-Familie“ zu finden ist, wo es nur noch zusammen mit Opal die „Opalgruppe“ mit der System-Nr. 4.DA.10 bildet.
Im Gegensatz zur Strunzschen Mineralsystematik ordnet die vorwiegend im englischen Sprachraum gebräuchliche Systematik der Minerale nach Dana den Tridymit in die Klasse der „Silikate und Germanate“ und dort in die Abteilung der „Gerüstsilikatminerale“ ein. Hier ist er als einziges Mitglied in der unbenannten Gruppe 75.01.02 innerhalb der Unterabteilung „Gerüstsilikate: tetraedrisches Si-Gitter, SiO2 mit [4]-koordiniertem Si“ zu finden.

## Kristallstruktur
Tridymit ist bei Raumtemperatur von monokliner Symmetrie, allerdings gibt es temperaturabhängig eine große Anzahl struktureller Modifikationen, deren Komplexität mit sinkender Temperatur zunimmt. Die Bestimmung dieser Phasen wurde in den 1980er Jahren abgeschlossen. Mit sinkender Temperatur lauten diese Phasen:
| Name                      | Stabilitätsbereich | Raumgruppe                                          | Gitterparameter                                                                  |
| ------------------------- | ------------------ | --------------------------------------------------- | -------------------------------------------------------------------------------- |
| β-Tridymit (HP-Tridymit ) | 465–1470 °C        | hexagonal, Raumgruppe P63/mmc (Raumgruppen-Nr. 194) | a = 5,05 Å und c = 8,27 Å sowie 4 Formeleinheiten pro Elementarzelle             |
| Tridymit (OC-Tridymit )   | 180–350 °C         | orthorhombisch, C2221 (Nr. 20)                      | a = 8,74 Å; b = 5,04 Å und c = 8,24 Å sowie 8 Formeleinheiten pro Elementarzelle |
| OS-Tridymit               | 150–190 °C         | Überstruktur                                        |                                                                                  |
| OP-Tridymit               | 110–150 °C         | orthorhombisch, P212121 (Nr. 19)                    |                                                                                  |
| MC-Tridymit               | < 110 °C           | monoklin, Cc (Nr. 9)                                |                                                                                  |

Die wichtigste Phase ist HP-Tridymit, das die ideale Hochtemperaturphase von Tridymit darstellt. Es besteht aus gleichen Lagen von SiO4-Tetraedern, die in hexagonalen Ringen angeordnet sind. Diese Lagen sind in einer ABAB-Sequenz aufeinander gestapelt und lassen so durchgehende Tunnel frei.
Bei sinkender Temperatur führt im OC-Tridymite eine Verkippung der Tetraeder zunächst zu einer Verscherung hintereinanderliegender Lagen. Bei den restlichen Modifikationen werden zusätzlich die hexagonalen Ringe zu ditrigonalen und ovalen Konfigurationen deformiert, die sich in einer für die Modifikation charakteristischen Überstruktur abwechseln.

## Eigenschaften
Der Schmelzpunkt von Tridymit beträgt 1670 °C.
Unter dem Mikroskop ist Tridymit im Dünnschliff aufgrund seiner niedrigen Licht- und Doppelbrechung unauffällig und im Hellfeld nur schlecht von Quarz zu unterscheiden. Die dünntafeligen oder blättrigen, häufig verzwillingten Kristalle erscheinen unter gekreuzten Polarisatoren in grauen Interferenzfarben der ersten Ordnung.

## Modifikationen und Varietäten
Tridymit bleibt bis maximal 3 kbar stabil und wandelt sich unter Normaldruck bei 870 °C in Hochquarz und bei 1470 °C in Cristobalit um. Allerdings gilt als sicher, dass viele natürliche Vorkommen von Tridymit bei Temperaturen unterhalb des Stabilitätsbereichs gebildet wurden, was auf den Einbau von Fremdionen in das Kristallgitter zurückgeführt wurde.

## Bildung und Fundorte

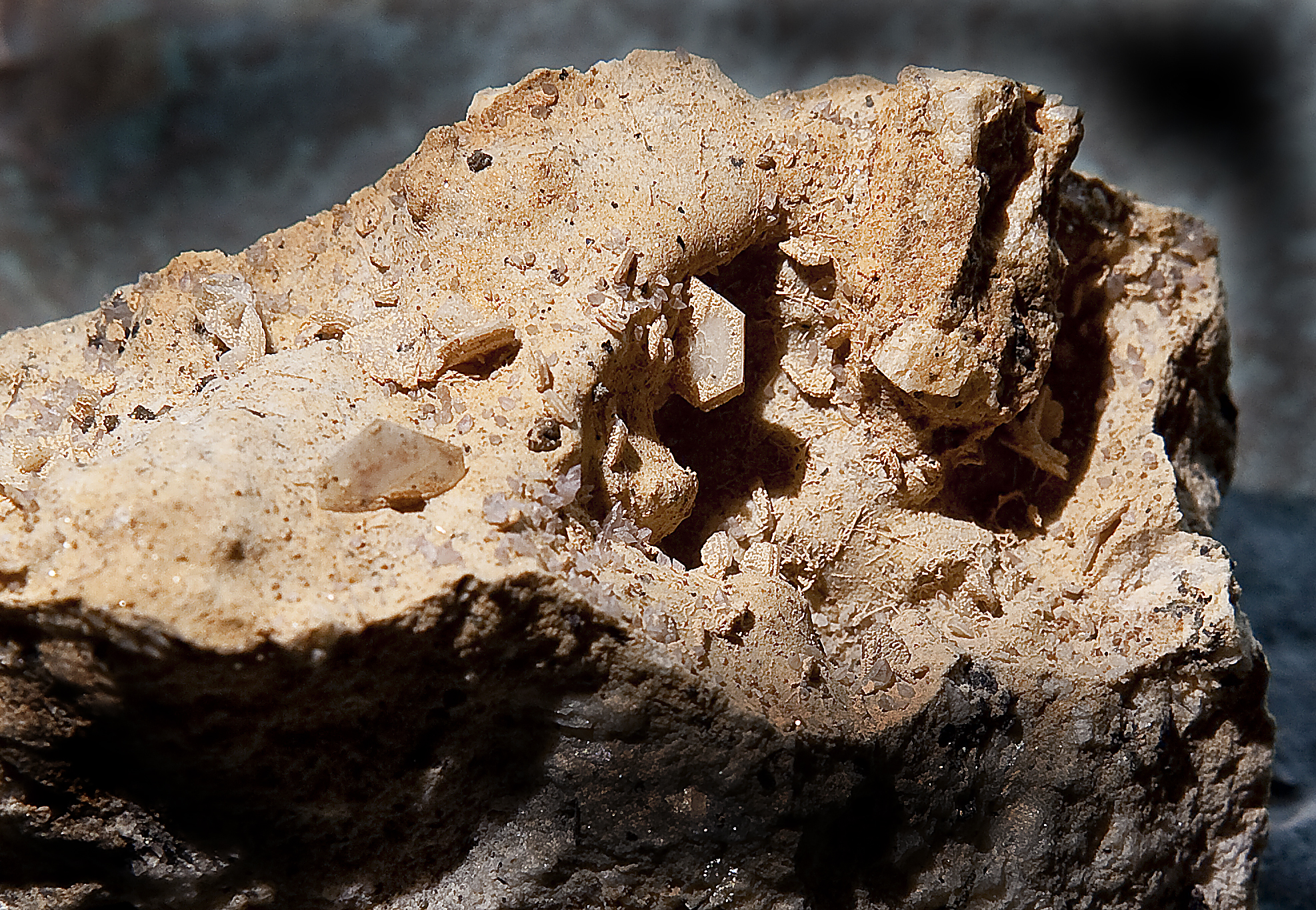
Tridymit aus San Pietro Montana (Padova) Italien (Kristallgröße: 6 mm)

Als eher seltene Mineralbildung kann Tridymit an verschiedenen Fundorten zum Teil zwar reichlich vorhanden sein, insgesamt ist er aber wenig verbreitet. Neben dem Auftreten in sauren, SiO2-reichen Vulkaniten wird er noch in kontaktmetamorphen Gesteinen der Sanidinit-Fazies gefunden. Als bekannt gelten bisher (Stand: 2012) rund 300 Fundorte. Neben seiner Typlokalität Cerro San Cristóbal in Hidalgo trat das Mineral in Mexiko noch in der „La Esperanza Mine“, der „Barranca Mine“ und der „Remedios Mine“ in Durango, der „Santín Mine“ in Guanajuato und der „Tocho Mine“ in San Luis Potosí zutage.
In Deutschland trat das Mineral vor allem in Rheinland-Pfalz auf, wo es an vielen Fundstellen in der Eifel gefunden werden konnte, so unter anderem bei Andernach, Daun, Ettringen und Mendig. Daneben ist Tridymit aber auch aus Baden-Württemberg, Bayern, Hessen, Nordrhein-Westfalen, Sachsen und Thüringen bekannt.
In Österreich fand sich Tridymit unter anderem im Basalt-Steinbruch am Pauliberg im Burgenland sowie am Steinbruch „Schlarbaum“ bei Klausen (Bad Gleichenberg), am Stradner Kogel und im Basalt-Steinbruch bei Klöch in der Steiermark.
Weitere Fundorte liegen unter anderem in der Antarktis, Argentinien, Aserbaidschan, Australien, Bolivien, Brasilien, Burundi, China, Ecuador, Frankreich, Griechenland, Island, Indien, Indonesien, Israel, Italien, Japan, Kanada, Madagaskar, Namibia, den Niederlanden, in Neuseeland, im Oman, auf Papua-Neuguinea, in Peru, Rumänien, Russland, der Slowakei, Spanien, Südafrika, Tadschikistan, Tschechien, der Türkei, Ungarn, im Vereinigten Königreich (Großbritannien) und den Vereinigten Staaten von Amerika (USA).
Des Weiteren fand sich Tridymit noch im Basalt des Mondmeeres „Mare Tranquillitatis“, von dem die Besatzung der ersten Mondlandemission Apollo 11 einige Gesteinsproben mitbrachte sowie im Basalt des Fra-Mauro-Hochlandes, das von der Besatzung der Apollo-14-Mission besucht wurde.
Im Juni 2016 gab die NASA bekannt, dass der Mars-Rover Curiosity auch auf dem Mars Tridymit gefunden hat.

## Sicherheitshinweise
In der Schweiz wurde der MAK-Wert auf 0,15 mg·m−3 (gemessen als alveolengängiger Staub) festgelegt.